# Mezinárodní letiště Gibraltar
Mezinárodní letiště Gibraltar (IATA: GIB, ICAO kód letiště: LXGB) je jediné letiště zámořského území Spojeného království Gibraltaru. Jeho majitelem je ministerstvo obrany Spojeného království, které je používá pro své Královské vojenské letectvo jako součást letecké základny RAF Gibraltar, a je spravováno vládou Gibraltaru. Slouží zároveň jako civilní letiště a je zde pro tento účel civilní terminál, přičemž v současnosti jsou z letiště pravidelně provozovány civilní lety pouze do Spojeného království.
Letiště má jedinou vzletovou a přistávací dráhu, kterou kříží Winston Churchill Avenue, hlavní silnice z Gibraltaru do Španělska. Ta musí být uzavřena pokaždé, když nějaké letadlo vzlétá nebo přistává. V seriálu Most Extreme Airports (Nejextrémnější letiště) televizní stanice History bylo letiště označeno za páté nejnebezpečnější na světě a nejnebezpečnější z evropských letišť. V roce 2004 prošlo letištěm 314 tisíc cestujících a 380 tun nákladu.
V létě 2012 byl nejvýznamnější leteckou společností na letišti EasyJet, s jedenácti lety týdně do londýnského Gatwicku a tři lety týdně do Liverpoolu, obojí s letadly Airbus A319. Společnost Monarch léta pětkrát týdně na londýnský Luton a dvakrát týdně do Manchesteru, obojí s letadly Airbus A320. Dále z letiště létala každodenně společnost British Airways na londýnské letiště Heathrow také s letadly Airbus A320. Dále z letiště létala společnost bmibaby na letiště East Midlands letadly Boeing 737. Společnosti Bmibaby a Easyjet ovšem plánovaly se své linky ukončit koncem podzimu 2012.
Kromě gibraltarských cestujících je letiště využíváno i pro cesty z a do blízkých oblastí Španělska, například na Costa del Sol a Campo de Gibraltar.

## Dějiny

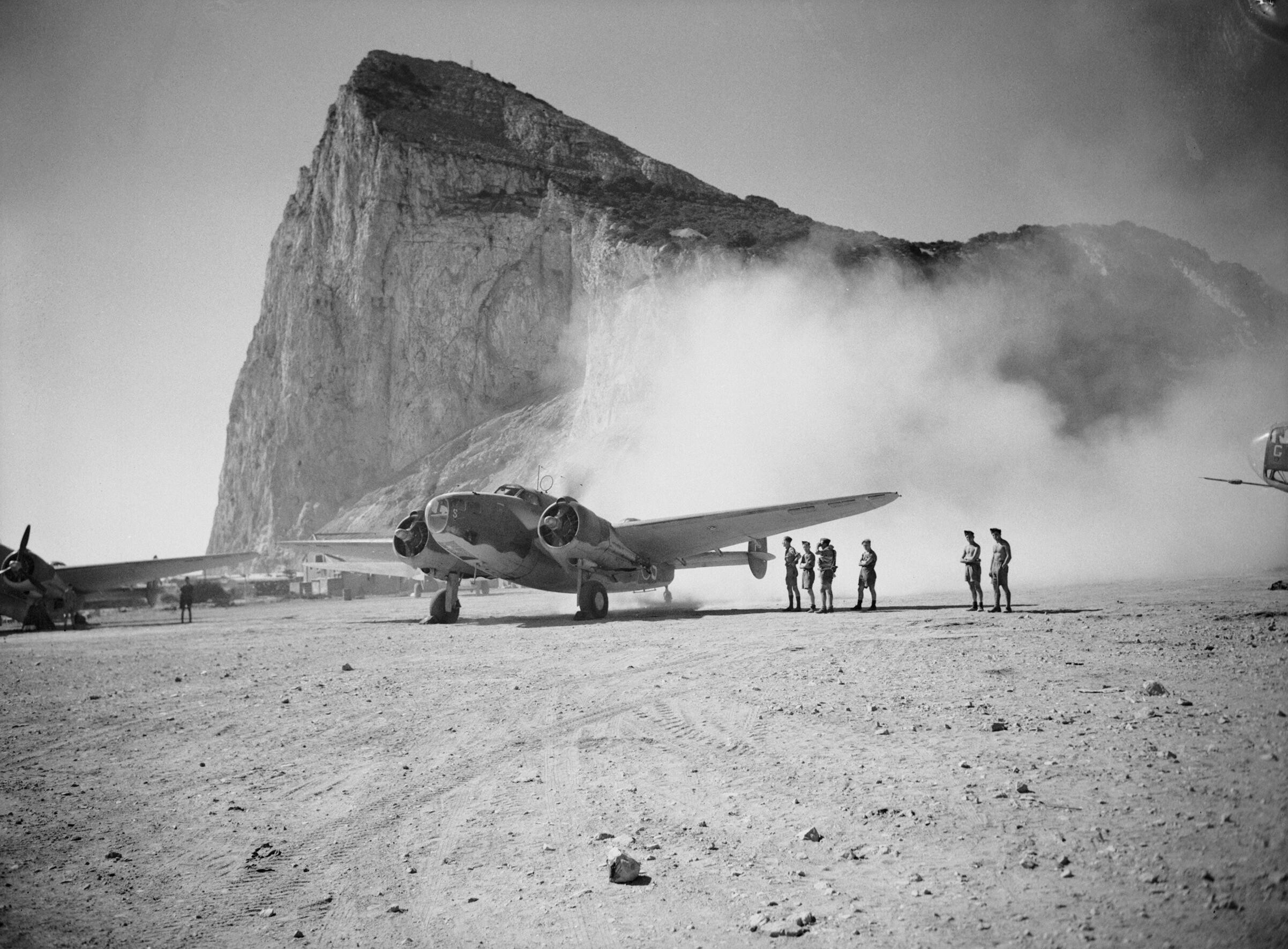
Letoun Lockheed Hudson III 233. perutě Královského letectva v roce 1942

Letiště bylo zřízeno během druhé světové války na místě původní závodní dráhy. V roce 1939 bylo otevřeno původně jako nouzové letiště pro Královské námořnictvo, respektive jeho leteckou složku. Později byla vzletová a přistávací dráha prodloužena do Gibraltarské zátoky pomocí kamene vytěženého z Gibraltarské skály při budování vojenských tunelů, což umožnilo přistávání větších letadel.
Další rozvoj letiště byl do značné míry blokován spory o Gibraltarskou šíji, totiž spory, kde vlastně vede hranice mezi Gibraltarem a Španělskem. Podle španělských výkladů totiž šíje, na které letiště leží, není součástí Gibraltaru. Podstatnou změnou bylo až podepsání dohody v Córdobě 18. září 2006 mezi vládami Spojeného království, Gibraltaru a Španělska, které umožnilo civilní lety přes Španělské území a přistoupení Gibraltaru k úmluvám Evropské unie o civilním letectví, což fakticky umožnilo mezinárodní lety jinam než do Spojeného království.

### Nový terminál
V roce 2007 následně začalo plánování výstavby nového terminálu, přičemž stavební práce začaly v roce 2009 a skončily v roce 2011, kdy byla 26. září slavnostně otevřena za účasti Edwarda, hraběte z Wessexu, první část nového letiště.